# Самиця Керська
Самиця Керська (пол. Samica Kierska) — річка в Польщі, у Познанському повіті Великопольського воєводства. Ліва притока Варти (басейн Балтійського моря).

## Опис
Довжина річки 36,5 км, висота витоку над рівнем моря — 85 м, висота гирла над рівнем моря — 45,5 м, найкоротша відстань між витоком і гирлом — 23,69 км, коефіцієнт звивистості річки — 1,54. Площа басейну водозбору 224,1 км².

## Розташування
Річка витікає з озера Керського на північно-західній стороні від міста Познань. Спочатку тече на північний схід, повертає на північний захід і протікає через озеро Керсаке Мале. Потім знову тече переважно на північний схід, біля Ковалєвко повертає на північний захід і у населенному пункт Рукс-Млин впадає у річку Варту, праву притоку Одри.
Населені пункти вздовж берегової смуги: Ростворово, Сепно, Жуково, Хрустово, Славенко.

## Цікаві факти
- Біля витоку річку перетинає залізнично дорога. На лівому березі річки на відстані приблизно 102 м розташована станція Кекж (пол. Kiekrz).
- У селі Ростворово на річці розташований природний ландшафний заказник «Долина Самиці Керської». Тут проживає 5 бобрових сімейств.[1]